# Joppocryptus egregius
Joppocryptus egregius là một loài tò vò trong họ Ichneumonidae.